# Chi Thanh thất
Chi Thanh thất (danh pháp khoa học: Ailanthus, xuất phát từ ailanto, một từ trong tiếng Ambon có lẽ có nghĩa là "cây của các vị thần" hay "cây của trời"), là một chi chứa các loài cây gỗ thuộc họ Simaroubaceae trong bộ Sapindales (trước đây là Rutales hay Geraniales). Chi này là bản địa khu vực từ miền đông châu Á về phía nam tới miền bắc Australasia.

## Các loài

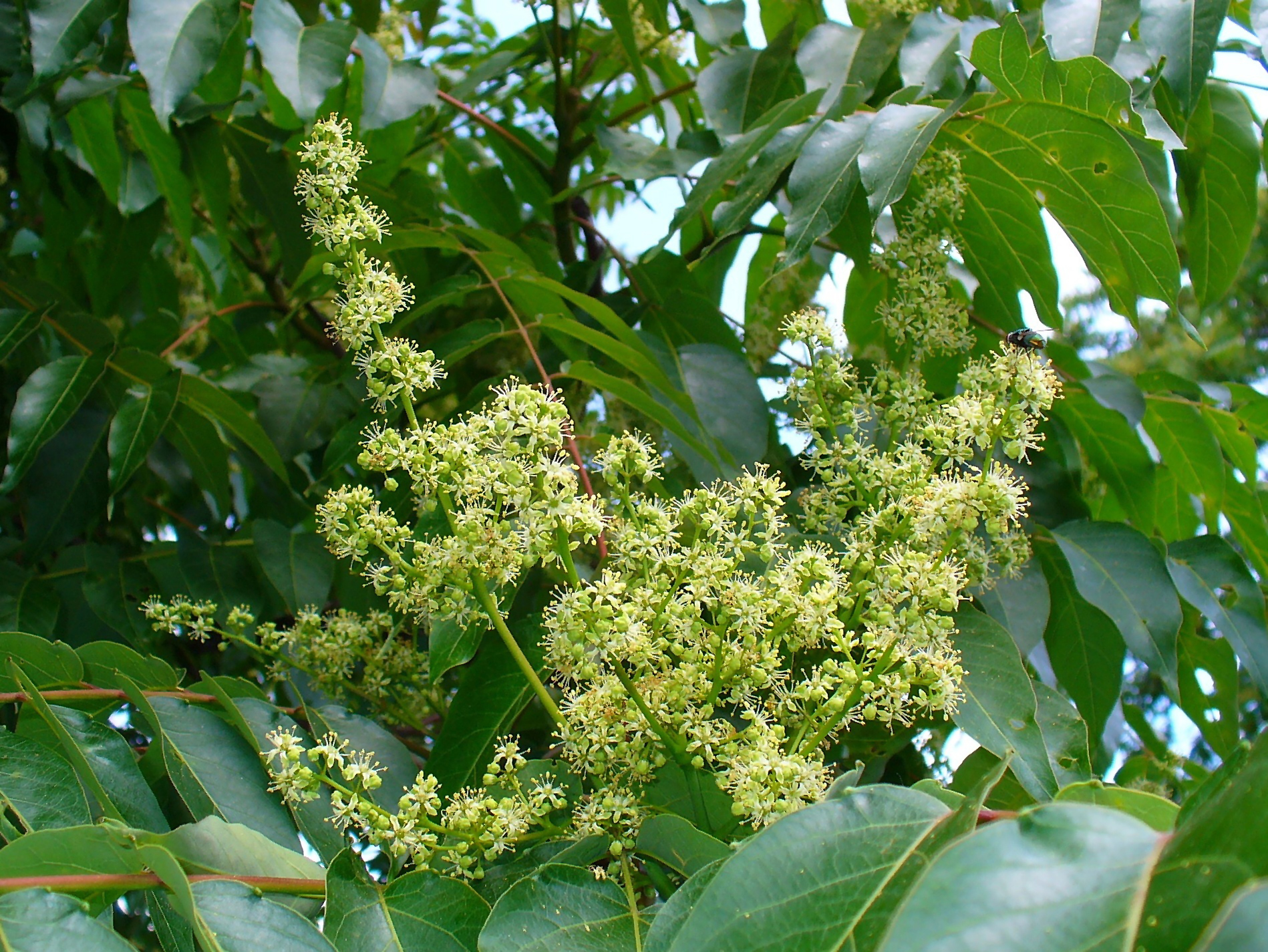
Hoa đực của Ailanthus altissima.

Số lượng loài trong chi này vẫn gây tranh cãi, với một số tác giả chấp nhận tới 10 loài, trong khi các tác giả khác chấp nhận 6 hoặc ít hơn. Các loài được The Plant List công nhận hiện tại là:
- Ailanthus altissima (Mill.) Swingle, 1916 - Thanh thất núi cao, càng hom cao, phượng nhỡn thảo, xú xuân: Miền bắc và miền trung Trung Quốc, Đài Loan, được trồng và tự nhiên hóa ở nhiều nơi, bị coi là loài xâm hại tại Bắc Mỹ và đảo Anh[3][4]
- Ailanthus excelsa Roxb. – Ấn Độ và Sri Lanka.
- Ailanthus fordii Noot., 1963 – Xú xuân thường xanh: Vân Nam, Quảng Đông.
- Ailanthus guangxiensis S.L.Mo, 1982 - Xú xuân Quảng Tây: Trung Quốc.
- Ailanthus integrifolia Lam., 1789 – Thanh thất lá nguyên, càng hom lá nguyên: Ấn Độ, Việt Nam, Malaysia, Indonesia, Papua New Guinea, quần đảo Solomon và Queensland (Australia).
- Ailanthus triphysa (Dennst.) Alston, 1931 - Bút, thanh thất, càng hom thơm, cun, bông xuất, xú xuân, bông xướt, càn thôn: Từ Ấn Độ qua Đông Nam Á tới miền bắc Australia.
- Ailanthus vietnamensis H.V.Sam & Noot., 2007 – Thanh thất Việt Nam: Việt Nam

## Hóa thạch
Có hồ sơ khá đa dạng của Ailanthus, với nhiều loài được đặt tên dựa theo sự xuất hiện trong khu vực địa lý, nhưng gần như tất cả đều khá giống nhau về hình thái nên đã từng được gộp chung thành 1 loài. Ba loài hóa thạch hiện được công nhận là:
- Ailanthus tardensis Hably – Từ một điểm duy nhất ở Hungary.
- Ailanthus confucii Unger – Kỷ đệ Tam ở châu Âu, châu Á và Bắc Mỹ.
- Ailanthus gigas Unger – Từ một điểm duy nhất ở Slovenia.

## Tằm lụa Ailanthus
Một loài tằm lụa, là tằm lụa Ailanthus (Samia cynthia), sinh sống trên lá của Ailanthus spp. và sinh ra một loại lụa bèn và rẻ tiền hơn lụa tằm dâu, nhưng kém hơn về độ mịn và độ bóng. Loài bướm tằm này đã được du nhập vào Hoa Kỳ và nó là phổ biến gần nhiều đô thị; nó dài khoảng 12 cm, với các cánh góc cạnh và có màu nâu ô liu với các đốm trắng. Trong số các loài cánh vảy (Lepidoptera) khác mà ấu trùng của chúng ăn lá Ailanthus có Endoclita malabaricus.